# Requiem (Michael Haydn)
La Missa pro defuncto Archiepiscopo Sigismondo MH 155 (Klatzmann I:8), più generalmente conosciuta come Missa pro Defunctis, è una messa di Requiem in Do minore composta da Michael Haydn a Salisburgo nel dicembre 1771, in seguito alla morte del principe arcivescovo Sigismund III von Schrattenbach.

## Storia
Haydn completò il Requiem prima della fine dell'anno 1771, come si deduce dalla nota che egli stesso appose in calce: "S[oli] D[eo] H[onus] et G[loria.] Salisburgi 31 dicembre 1771." Sua figlia Aloisa Josefa era morta all'inizio di quello stesso anno. I musicologi credono perciò che la composizione fosse motivata "dal suo stesso lutto personale".
Il materiale originale che è sopravvissuto fino ai giorni nostri include la partitura autografa (ritrovata a Berlino), un'intera serie di spartiti con diverse correzioni di pugno di Haydn (ritrovato a Salisburgo), altre partiture nel castello degli Esterházy ad Eisenstadt e uno spartito, scoperto invece a Monaco di Baviera, preparato dal copista salisburghese Nikolaus Lang.

## Struttura

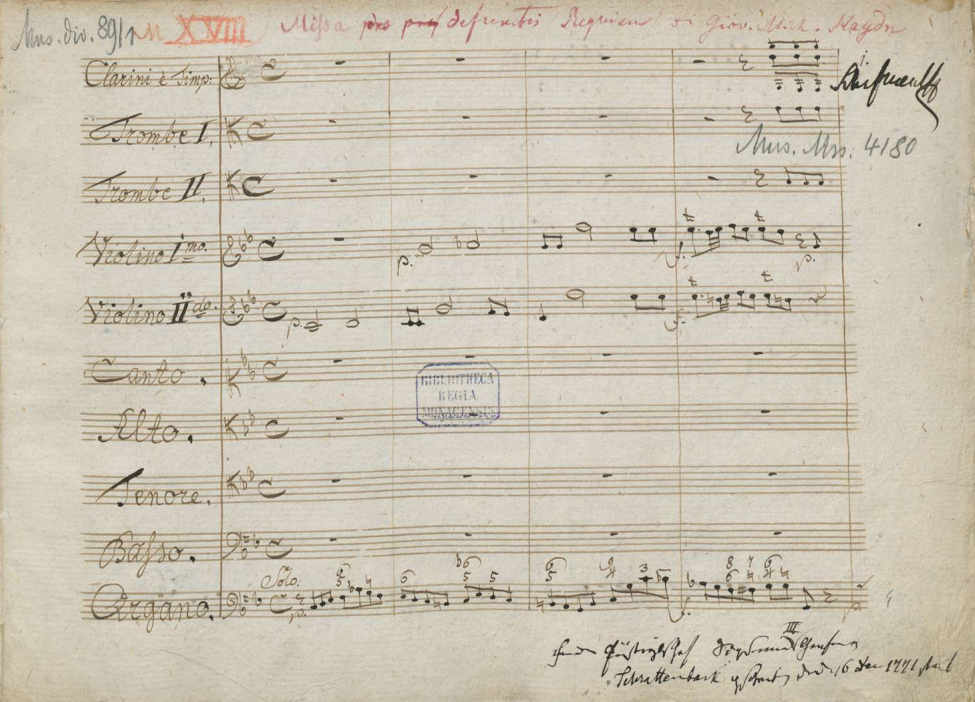
Prima pagina del Requiem di M.Haydn

La messa è stata scritta per solisti, coro misto e strumentazione composta da quattro trombe in Do, due fagotti, tre tromboni, timpani, archi e basso continuo.
Riprendendo il testo del messale romano, l'opera è suddivisa nelle seguenti parti:
1. Introitus e Kyrie, Adagio, 4/4
2. Sequentia, Andante maestoso, 3/4
  - Dies Irae
  - Tuba Mirum
  - Rex tremendae
  - Recordare
  - Confutatis
  - Lacrymosa
3. Offertorium
  - Domine Jesu, Andante moderato (in Sol minore), 4/4
  - Quam olim Abrahae, Vivace, (in Sol minore), 4/4
  - Hostias, Andante (in Sol minore), 4/4
  - Quam olim Abrahae (da capo), Vivace e più Allegro (in Sol minore), 2/2
4. Sanctus, Andante, 3/4
5. Benedictus, Allegretto (in Mi bemolle maggiore), 3/4
6. Agnus Dei e Communio
  - Agnus Dei, Adagio con moto, 4/4
  - Cum sanctis tuis, Allegretto, 2/2
  - Requiem aeternam, Adagio, 4/4
  - Cum sanctis tuis (da capo), Allegretto, 2/2

Il musicologo Charles Sherman afferma che il tempo ideale a cui condurre il Requiem sia quello a cui, nell'Agnus Dei et Communio, la croma dell'Agnus Dei e del Requiem aeternam eguaglia la minima della fuga del Cum sanctis tuis." Sherman raccomanda anche un "impulso di == MM. 104" nell'interpretazione dell'Andante maestoso del Dies Irae.

## Influenze sul Requiem di W. A. Mozart
Sia Leopold Mozart che suo figlio Wolfgang Amadeus furono presenti alla prima delle tre esecuzioni del Requiem di Haydn, tenutesi nel gennaio 1772. In particolare, Wolfgang fu influenzato da quest'opera nella composizione del suo Requiem in Re minore, K. 626, scritto venti anni dopo sul letto di morte e lasciato incompiuto. Infatti, il Requiem di Michael Haydn costituisce per Wolfgang "un importante modello" e ciò suggerisce che il completamento di quello di Mozart ad opera del suo allievo Franz Xaver Süssmayr "non si discosta in alcun modo dai piani originali di Mozart"